# 孝陵卫街道
孝陵卫街道是中国江苏省南京市玄武区东部的一个街道办事处，包括紫金山的分水岭以南部分，毗邻栖霞区马群街道、秦淮区的光华路街道。街道下设13个居民委员会（孝陵卫、小卫街、农科院、南京农业大学、南京理工大学、银城东苑等）、3个行政村（钟灵街村、余粮村、沧波门村）。面积23平方公里，常住人口近3万人。
孝陵卫在明代时是守护明孝陵的5600名军士的驻扎地，下设5个所，位于明孝陵陵門東南侧，成立于明太祖驾崩一个月后，1398年（洪武三十一年）农历六月十六日。明朝灭亡后湮灭。
1949年，成立孝陵卫镇。1995年由栖霞区划入玄武区，1996年撤镇改设孝陵卫街道办事处。
孝陵卫街道辖区内拥有南京理工大学、南京体育学院、江苏省农科院等不少高教、科研机构、驻军单位。
1948年，國立政治大学曾計畫於現南京理工大學之位置建立新校區，唯礙於國共內戰未完全實現。